# چرنی (مجارستان)
چرنِی (به مجاری:  Csernely) یک شهرداری در مجارستان است که در ناحیه اوزد واقع شده‌است. چرنی ۲۰٫۶۳ کیلومتر مربع مساحت و ۹۲۵ نفر جمعیت دارد.